# جواز سفر دنماركي
جواز السفر الدنماركي تصدره هو جوازا سفر تصدره مملكة الدنمارك  للمواطني لتسهيل السفر الدولي. وتسهل عملية الحصول على المساعدة من المسؤولين القنصليين الدنماركيين في الخارج (أو قنصليات الاتحاد الأوروبي الأخرى أو بعثات دول الشمال في حالة غياب المسؤول القنصلي الدنماركي).
توجد إصدارات مختلفة لمواطني الدنمارك وجرينلاند وجزر فارو على الرغم من أنها لا تشير إلى جنسية مختلفة حيث جميع حامليها مواطنين دنماركيين. يمكن للمواطنين الدنماركيين المقيمين في جرينلاند الاختيار بين جواز السفر الدنماركي-الأوروبي وجواز السفر الدنماركي-جرينلاند.

## المظهر
تحتوي النسختان الدنماركية والجرينلاندية من جواز السفر على أغلفة خمري وفقًا لتوصيات الاتحاد الأوروبي، في حين أن النسخة الدنماركية الفاروية خضراء. تحتوي جميعها على شعار الدنمارك في منتصف الغلاف الأمامي، وفوقه كلمة DANMARK (الدنمارك)، وكلمة PAS (جواز السفر) أدناه. بدأ إصدار جوازات السفر الإلكترونية في 1 أغسطس 2006. فوق كلمة DANMARK، تحتوي النسخة الدنماركية على الكلمات DEN EUROPÆISKE UNION (الاتحاد الأوروبي) (مثل جميع جوازات سفر الاتحاد الأوروبي الأخرى)، بينما النسختين الجرينلاندية والفاروية تحتوي على KALAALLIT NUNAAT (جرينلاند) أو FØROYAR (جزر فارو). البيانات الموجودة على الجواز مكتوبة باللغة الدنماركية والإنجليزية والفرنسية، مع ترجمات باللغات الرسمية للاتحاد الأوروبي. بدلاً من الفرنسية تستخدم جزر فارو الفاروية وجرينلاند الجرينلاندية.

## متطلبات التأشيرة
في يناير 2020 كان المواطنون الدنماركيون يتمتعون بدخول 187 دولة وإقليم بدون تأشيرة أو تأشيرة عند الوصول، مما جعل جواز السفر الدنماركي يحتل المرتبة الخامسة في العالم وفقًا مؤشر هينلي لجوازات السفر. وفقًا لتقرير منظمة السياحة العالمية لعام 2016 فإن جواز السفر الدنماركي هو الأول في العالم من حيث حرية السفر حيث بلغ مؤشر التنقل 160.

يتمتع المواطنون الدنماركيون بحرية التنقل داخل المنطقة الاقتصادية الأوروبية. للمواطنين الدنماركيين الحق في حرية التنقل والإقامة في دول المنطقة الاقتصادية الأوروبية وسويسرا.

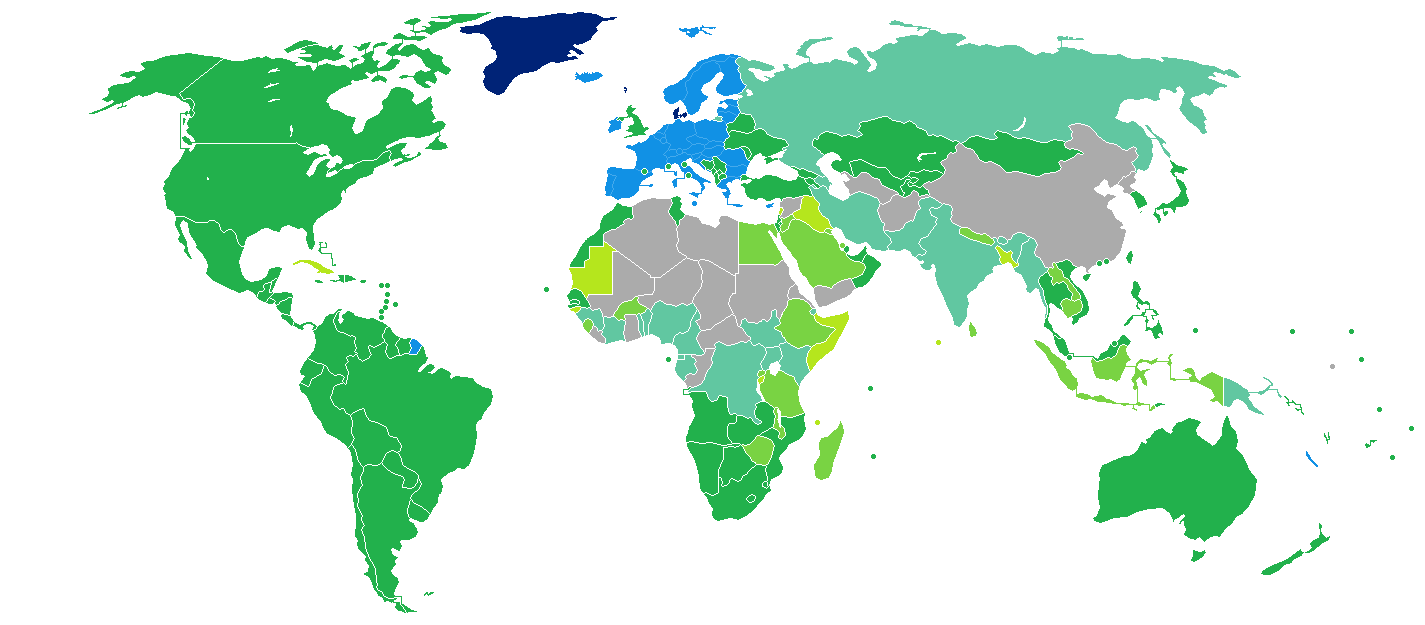
البلدان والأقاليم التي لا تفرض تأشيرة أو تطلب تأشيرة دخول عند الوصول للجهة، لحاملي جوازات السفر الدنماركية العادية.